# Gioiella katonai
Gioiella katonai är en stekelart som först beskrevs av Schulthess 1913.  Gioiella katonai ingår i släktet Gioiella och familjen Eumenidae. Inga underarter finns listade i Catalogue of Life.